# Sericochroa cucullioides
Sericochroa cucullioides är en fjärilsart som beskrevs av William Schaus 1906. Sericochroa cucullioides ingår i släktet Sericochroa och familjen tandspinnare. Inga underarter finns listade i Catalogue of Life.